# Schlacht von Baltimore
Kriegsschauplatz St. Lawrence/Lake Champlain 

1. Sacket’s Harbor – 1. Lacolle Mills – Ontariosee – Ogdensburg – New York – 2. Sacket’s Harbor – Châteauguay – Chrysler’s Farm – 2. Lacolle Mills – Fort Oswego – Big Sandy Creek – Plattsburgh
Niagara-Kriegsschauplatz

Queenston Heights – Frenchman’s Creek – George – Stoney Creek – Beaver Dams – Black Rock – Fort Niagara – Buffalo – 1. Fort Erie – Chippewa – Lundy’s Lane – 2. Fort Erie – Cook’s Mill
Detroit-Kriegsschauplatz

Tippecanoe – Fort Mackinac – Dearborn – Detroit – Fort Harrison – Fort Wayne – Wild Cat Creek – Mississinewa – Frenchtown – Fort Meigs – Fort Stephenson – Eriesee – Thames River – Longwoods – Prarie du Chien – Rock Island Rapids – Mackinac Island – Malcom’s Mills
Chesapeake-Kriegsschauplatz

Craney Island – St. Michaels – Chesapeake – Bladensburg – Washington – Caulk’s Field – North Point – Baltimore
Südlicher Kriegsschauplatz

Creek – 1. Fort Bowyer – Fayal – Pensacola – Borgnesee – New Orleans – Fort St. Philip – Fort Peter – 2. Fort Bowyer
Die Schlacht von Baltimore, in der Streitkräfte der Vereinigten Staaten einen Angriff britischer Streitkräfte von Land und See auf die Hafenstadt Baltimore in Maryland zurückschlugen, war 1814 einer der Wendepunkte des Britisch-Amerikanischen Krieges. Die Verteidigung von Fort McHenry während dieser Schlacht inspirierte Francis Scott Key zu dem Gedicht Defence of Fort McHenry, das später zur Nationalhymne der Vereinigten Staaten wurde.

## Vorgeschichte
Am 24. August 1814 hatte die britische Armee die Verteidiger der Hauptstadt der Vereinigten Staaten von Amerika in der Schlacht bei Bladensburg überrannt und marschierte in Washington, D.C. ein, das vom US-Militär und der Regierung verlassen worden war. Nach der teilweisen Zerstörung Washingtons stieß die britische Infanterie entlang des Patuxent River vor. Ein Verband der Royal Navy drang in den Potomac ein und vertrieb am 27. August die Besatzung von Fort Warburton, was dem Verband die Besetzung der Stadt Alexandria (Virginia) ermöglichte. Nach der Erbeutung einiger Schiffe und der Plünderung des Hafens zog sich der britische Verband am 31. August zurück. Die USA wurden durch diese Ereignisse schwer demoralisiert, so dass die Briten hofften, Baltimore ausschalten zu können, einen viel genutzten Hafen, den die Briten für einen Stützpunkt der Freibeuter hielten, die die britische Schifffahrt störten. Die Briten planten einen kombinierten Angriff: Generalmajor Robert Ross sollte von Land aus North Point angreifen, während Vizeadmiral Sir Alexander Cochrane Fort McHenry, eine Befestigung im Hafen von Baltimore, belagern sollte.

## Die Schlacht

### North Point
Die Briten landeten eine etwa 5000 Mann starke Streitmacht, die gegen Baltimore marschierte und bei North Point, 5 Meilen vor der Stadt, auf heftigen Widerstand traf. Die Verteidigung der Stadt lag in den Händen von Generalmajor Samuel Smith, einem Offizier der Miliz von Maryland. Er entsandte eine Einheit unter General John Stricker, die auf halbem Weg zwischen North Point und Baltimore eine starke Verteidigungsstellung bezog. Eine kleine Einheit griff die Briten an, um sie zum Angriff zu reizen. Bei diesem Angriff gelang es einem Scharfschützen, den britischen General Robert Ross zu töten. Der Angriff der Briten unter Oberst Arthur Brooke zwang Stricker unter hohen Verlusten, seine Stellung aufzugeben und den Briten ein Rückzugsgefecht zu liefern. Als die Nacht anbrach, war Brooke bis auf eine Meile an die Hauptverteidigungsstellungen von Baltimore herangekommen.

### Rodgers Bastion
Rodgers Bastion, auf dem Hampstead Hill Hügel (heute im Patterson Park), war das Herzstück der 3 Meilen breiten Schanzen vom äußeren Hafen in Canton, nördlich bis zur Belair Road, aufgeworfen um den östlichen Zugang zu Baltimore gegen die Briten zu verteidigen.
Die Schanze wurde vom U.S. Navy Commodore John Rodgers angelegt und kommandiert, während General Smith den Oberbefehl innehatte.
In der Morgendämmerung des 13. September 1814, einen Tag nach der Schlacht bei North Point, rückten etwa 4,300 britische Soldaten nördlich die North Point Road entlang vor, um dann westlich entlang der Philadelphia Road (die heutige Maryland Route 7) gegen Baltimore vorzugehen, wobei sie die US-Streitkräfte zwangen, sich auf ihre Hauptverteidigungslinie um die Stadt herum zurückzuziehen.
Der britische Kommandeur Arthur Brooke richtete sein neues Hauptquartier im Sterret House bei Surrey Farm (den heutigen Armistead Gardens) ein, etwa 2 Meilen nordöstlich des Hampstead Hill.
Als die Briten anfingen, den inneren Verteidigungsring Baltimores zu testen, wurden die amerikanischen Linien von 150 Geschützen, einigen Tausend Mann lokale Miliz und Partisanen und mehr als 10.000 Mann Infanterie, eingeschlossen die auf die Stellung zurückgehenden Infanterieregimenter von Stricker und William Winder, dem amerikanischen Kommandeur bei Bladensburg, verteidigt.
Diese Stärke übertraf die Erwartungen der Briten bei Weitem und die Verteidiger Fort McHenrys hinderten die britischen Seestreitkräfte daran, nahe genug für Unterstützungsfeuer heranzukommen.
Der britische Angriff wurde abgebrochen, um auf den Fall von Fort McHenry zu warten. Brooke hatte Befehl, die amerikanischen Stellungen um Baltimore herum nicht anzugreifen, wenn er sich nicht sicher war, sie auch nehmen zu können.
Als Brooke erkannte, dass Cochranes Flankenangriff zur Ausschaltung Fort McHenrys misslungen war, gab er am 14. September um 3 Uhr morgens den Befehl, sich zur Flotte zurückzuziehen.

### Fort McHenry
In Fort McHenry erwarteten ungefähr 1.000 Mann unter dem Befehl von Major George Armistead das britische Bombardement von See. Eine Reihe amerikanischer Handelsschiffe wurden am gegenüberliegenden Eingang des Hafens von Baltimore versenkt, um die Durchfahrt der britischen Schiffe zu behindern.
Der Angriff begann am 13. September, als die britische Flotte von neunzehn Schiffen begann, das Fort zu beschießen (Kanonenbootpolitik). Die Briten feuerten Congreve-Raketen von der Erebus und Mörsergranaten von der Terror, der Volcano, der Meteor, der Devastation und der Aetna. Nach einem ersten Schlagabtausch zogen sich die Briten aus der Reichweite der Geschütze Fort McHenrys zurück und fuhren fort, das Fort für die nächsten 25 Stunden zu bombardieren. Obwohl zwischen 1.500 und 1.800 Schuss auf das Fort abgefeuert wurden, wurde es nur leicht beschädigt.
Die Geschütze des Forts waren auf die Verteidigung der Hafeneinfahrt konzentriert. Daher befahl Cochrane nach Einbruch der Dunkelheit eine Landung mit kleinen Booten am Strand westlich des Forts, auf der von der Hafeneinfahrt abgewandten Seite. Er hoffte, dass die Landungstruppen sich an Fort McHenry vorbeischleichen könnten und Smiths Armee vom britischen Landangriff auf Rogers Bastion im Osten der Stadt abziehen könne. Trotz Dunkelheit und schlechtem Wetter eröffneten Armisteads Geschütze das Feuer auf die Landungstruppen und der Entlastungsangriff schlug fehl.

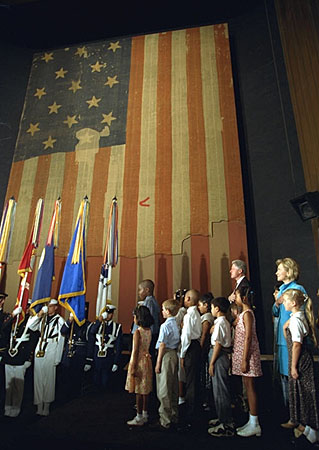
Übergroße Fort-McHenry-Flagge

Am Morgen des 14. Septembers wurde die übergroße (30 ft × 42 ft, also 9,1 × 12,8 m) amerikanische Flagge, die ein paar Monate zuvor von der örtlichen Flaggenmacherin Mary Pickersgill und ihrer 13-jährigen Tochter hergestellt worden war, über Fort McHenry gehisst, um die ziemlich mitgenommene Sturmflagge, die während der Schlacht gehisst gewesen war, zu ersetzen.

## Folgen
Eine Anekdote besagt, dass der amerikanische Anwalt und Situationsdichter, Francis Scott Key, an Bord der HMS Minden war, um die Freilassung seines Freundes Dr. William Beanes zu erreichen, den die Briten gefangen genommen hatten. Nachdem er durch die Vorlage von Briefen britischer Gefangener, in denen sie sich für die Behandlung durch Dr. Beanes bedankten, die Freilassung erwirkt hatte, mussten er und sein Freund das Ende des Angriffs abwarten, um wieder an Land gehen zu dürfen. Key beobachtete das Bombardement Fort McHenrys von einem neutralen Schiff auf dem Patapsco aus.

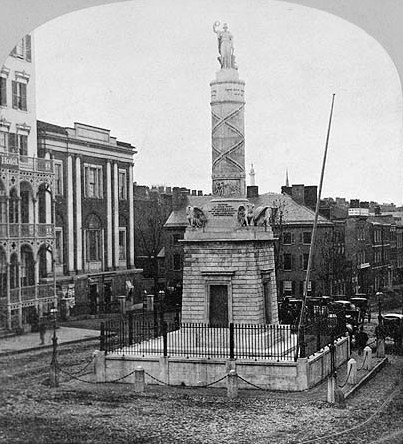
Ein Schlachtendenkmal in Baltimore

Am Morgen des 14. sah Key die amerikanische Flagge über Fort MyHenry wehen, was ihn dazu inspirierte, Verse auf die Rückseite eines Briefes, den er bei sich trug, zu notieren. Er komponierte die Worte zu der Melodie eines alten britischen Trinkliedes, Anacreontic Song. Als Key Baltimore erreichte, wurde sein Gedicht unter dem Titel Defense of Ft. McHenry von der Baltimore News-American veröffentlicht.
Oberst Brooks Truppen zogen sich zurück und Admiral Cochranes Flotte gruppierte sich für seinen nächsten Angriff auf die Vereinigten Staaten, die Schlacht von New Orleans, um. Armistead wurde bald zum Oberstleutnant befördert, starb aber bereits drei Jahre nach der Schlacht im Alter von 38 Jahren.
Das Fort McHenry National Monument erinnert an die Schlacht.